# Gradi della Royal Navy
La scala gerarchica dei gradi della Royal Navy prevede ufficiali e altri gradi (Others ranks) che corrispondono ai sottufficiali e alla truppa delle forze armate italiane.

## Gradi

### Gradi degli ufficiali
Fleet admiral è il più alto rango della Royal Navy ed è equiparato ai vari gradi "OF-10" delle forze militari aderenti alla NATO secondo la standardizzazione STANAG. Il rango continua ad esistere nella Royal Navy britannica anche se le nomine sono ufficialmente cessate nel 1996. Nella Marina Militare, essendo equiparato ai vari gradi "OF-10" è equiparato al grado di ammiraglio, riservato al Capo di stato maggiore della difesa se appartenente alla Marina Militare. 
Il rango di Fleet admiral è omologo del rango di Field marshal del British Army e di marshal of the Royal Air Force che non costituiscono, come nel caso di Fleet admiral, un grado, ma un titolo onorario.
Dal 1996 la carica è caduta in disuso. L'ultimo ad essere nominato nel 1995 è stato Sir Benjamin Bathurst nominato ammiraglio della flotta in seguito al suo pensionamento come Primo Lord del Mare, ma tuttavia il rango non è stato abolito e nel 2012 l'allora Principe del Galles Carlo è diventato ammiraglio onorario della flotta così come feldmaresciallo e maresciallo della Royal Air Force, in riconoscimento del suo sostegno alla regina Elisabetta II nel suo ruolo di Comandante in capo delle forze armate britanniche. Nel 2014, Lord Boyce, un Primo lord del mare e Capo di Stato Maggiore della Difesa, è stato nominato ammiraglio onorario della flotta.
Commodoro (in inglese Commodore)  equivalente del grado di brigadiere del British Army e del corpo dei Royal Marines e del grado di Air Commodore della Royal Air Force, pur non avendo un equivalente nella Marina Militare Italiana, per il suo codice NATO "OF-6" può essere equiparabile a quello di contrammiraglio della Marina Militare Italiana.

### Sottufficiali e comuni
Sottufficiali e comuni, denominati altri gradi (in inglese Others ranks, abbreviato OR) sono divisi in tre categorie: Warrant officers, Petty officer ed Enlisted corrispondenti nelle forze armate italiane al ruolo marescialli, al ruolo sergenti e ai militari di truppa.

### Distintivi di grado
| Grado                                                         | Distintivo per controspallina | Distintivo per manica e corrispondente italiano | Codice NATO           |
| Gradi degli ufficiali                                         | Gradi degli ufficiali         | Gradi degli ufficiali                           | Gradi degli ufficiali |
| ------------------------------------------------------------- | ----------------------------- | ----------------------------------------------- | --------------------- |
| Ammiraglio della flotta (Admiral of the Fleet)                |                               | Ammiraglio                                      | OF-10                 |
| Ammiraglio (Admiral)                                          |                               | ammiraglio di squadra con incarichi speciali    | OF-9                  |
| Vice ammiraglio (Vice Admiral)                                |                               | ammiraglio di squadra                           | OF-8                  |
| Retroammiraglio (Rear Admiral)                                |                               | ammiraglio di divisione                         | OF-7                  |
| Commodoro (Commodore)                                         |                               | contrammiraglio                                 | OF-6                  |
| Capitano di vascello (Captain)                                |                               | capitano di vascello                            | OF-5                  |
| Capitano di fregata (Commander)                               |                               | capitano di fregata                             | OF-4                  |
| Capitano di corvetta (Lieutenant-Commander)                   |                               | capitano di corvetta                            | OF-3                  |
| Tenente di vascello (Lieutenant)                              |                               | tenente di vascello                             | OF-2                  |
| Sottotenente di vascello (Sub-Lieutenant)                     |                               | sottotenente di vascello                        | OF-1                  |
| Guardiamarina (Midshipman)                                    |                               | guardiamarina                                   | OF-1 (low)            |
| Cadetto (Officer cadet)                                       |                               | aspirante ufficiale                             | OF(D)                 |
| Gradi dei sottufficiali e della truppa                        |                               |                                                 |                       |
| Grado                                                         | Distintivo di grado           | corrispondente italiano                         | Codice NATO           |
| Warrant officer di prima classe (Warrant Officer Class One)   |                               | capo di prima classe                            | OR-9                  |
| Warrant officer di seconda classe (Warrant Officer Class Two) |                               | capo di seconda classe                          | OR-8                  |
| Sottufficiale capo (Chief Petty Officer)                      |                               | secondo capo aiutante                           | OR-7                  |
| Sottufficiale (Petty Officer)                                 |                               | secondo capo                                    | OR-6                  |
| Comune scelto (Leading rate)                                  |                               | Sottocapo aiutante                              | OR-4                  |
| Marinaio scelto (Able seaman)                                 |                               | comune di prima classe                          | OR-2                  |
| Marinaio ordinario (Ordinary Seaman)                          | Nessun distintivo             | comune di seconda classe                        | OR-2                  |